# Palais Löwenfeld

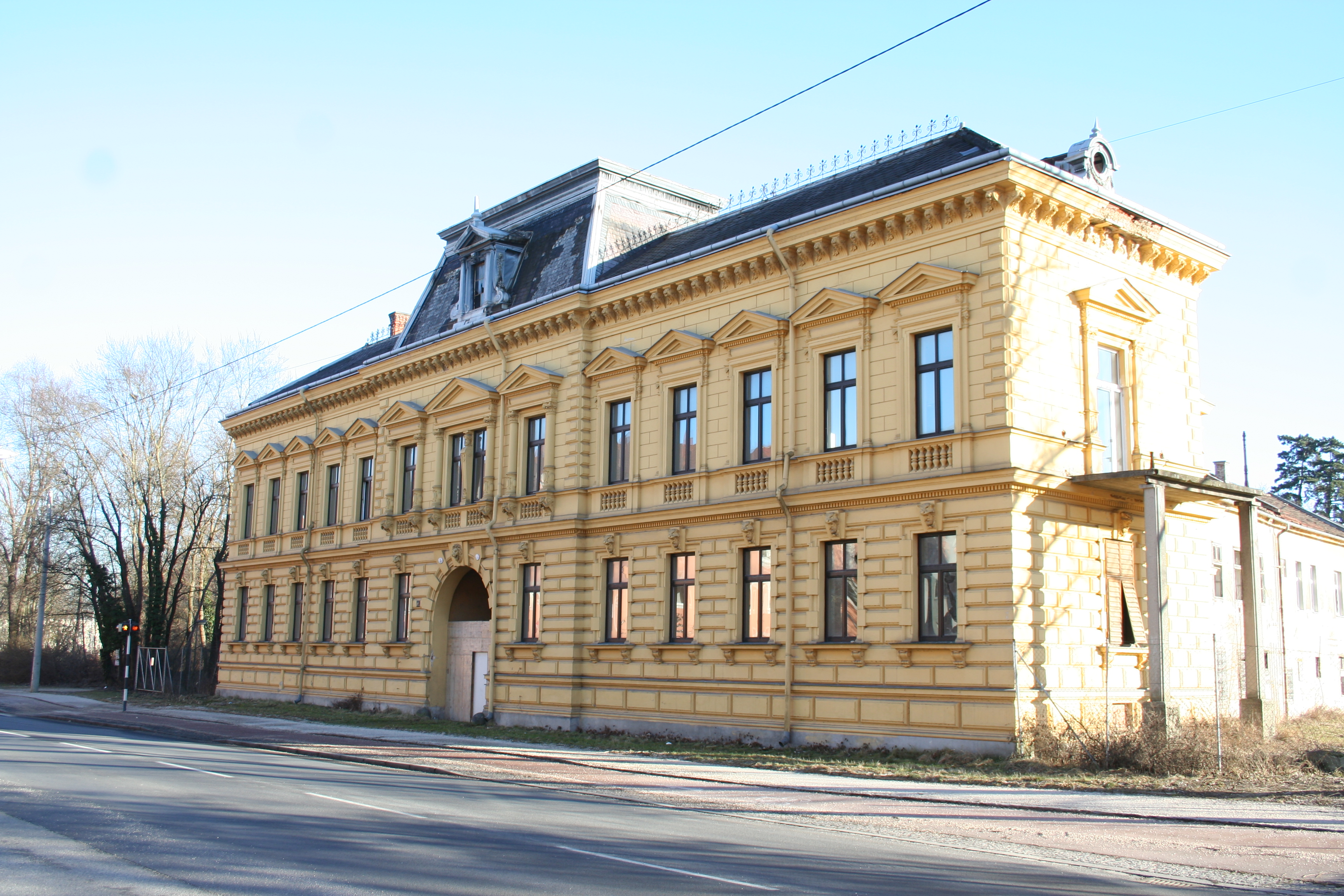
Palais Löwenfeld vor der Renovierung

Das Palais Löwenfeld, vormals Jaukermühle, ist eine ehemalige Fabrikantenvilla im Linzer Stadtteil Kleinmünchen und steht unter Denkmalschutz.

## Geschichte
Die erste urkundliche Erwähnung der Getreidemühle am 1966 zugeschütteten Jaukerbach geht auf den Anfang des 18. Jahrhunderts zurück. 1825 erwarb Johann Wilhelm Rübsamen die Jaukermühle und ließ daneben eine Kattundruckerei errichten. 1852 kauften die Baumwollspinnereibesitzer Löwenfeld & Hofmann, Vorgängerunternehmen der heutigen Linz Textil, das Bauwerk. 1881–1882 erfolgte durch Ignaz Scheck der Umbau zu einem repräsentativen Wohnsitz der Industriellenfamilie. Später verfiel der Bau allmählich, bis schließlich eine umfassende Sanierung in den Jahren 2015 bis 2017 erfolgte.

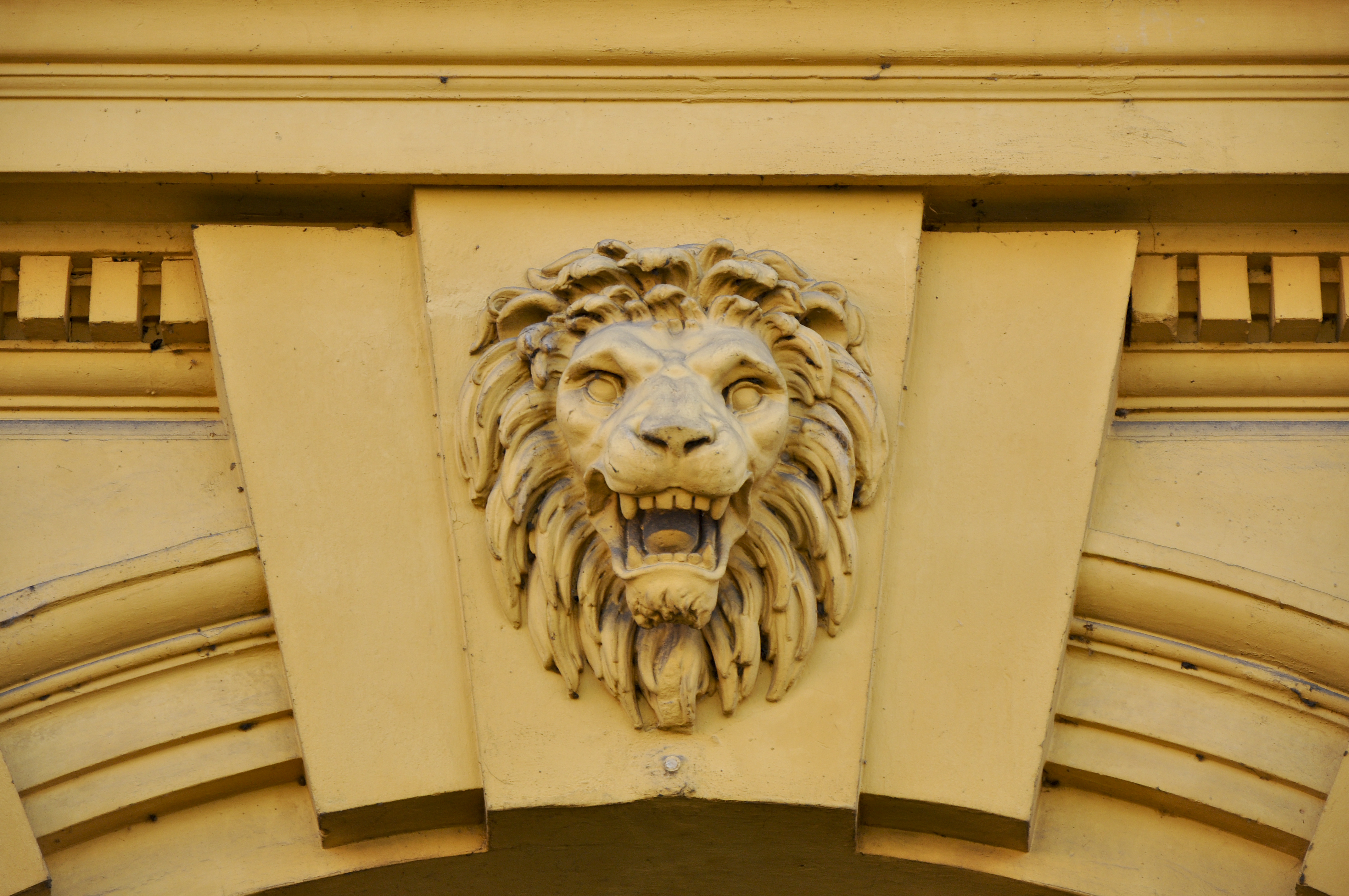
Löwenkopf mit gestreckter Zunge

## Architektur
Der älteste erhaltene Trakt stammt aus dem Jahre 1823. Der straßenseitige, vierflügelige repräsentative Hauptbau wurde 1881/82 vom Linzer Baumeister Ignaz Scheck im historistischen Neorenaissance-Stil erbaut. Die repräsentativen Räume des Herrenhauses besitzen dekorativ bemalte Decken. Auch die kunstvoll gestaltete Stiegenhäuser sind herausragend sowie die dekorativen Schablonenmalereien in Leimfarbentechnik, die bei der Sanierung 2015/17 wieder freigelegt und restauriert wurden.
Über dem Eingangsportal prangt ein vom Steinmetzmeister Karl Kohn aus Wien geschaffener Löwenkopf mit herausgestreckter Zunge, den dieser sich aufgrund von Differenzen mit dem Bauherren Löwenfeld als subtile Form der Rache ausgedacht haben soll.